# Oreogrammitis jeraiensis
Oreogrammitis jeraiensis là một loài dương xỉ trong họ Polypodiaceae. Loài này được Parris Parris mô tả khoa học đầu tiên năm 2007.